# Kroatische Leichtathletik-Hallenmeisterschaften 2021
Die Kroatischen Leichtathletik-Hallenmeisterschaften 2021 wurden am 27. Februar in der AK Zagreb Hall in der Hauptstadt Zagreb ausgetragen. 

## Medaillengewinner

### Männer
| Disziplin         | Gold                                                               | Leistung       | Silber                                                                       | Leistung       | Bronze                                                                 | Leistung       |
| ----------------- | ------------------------------------------------------------------ | -------------- | ---------------------------------------------------------------------------- | -------------- | ---------------------------------------------------------------------- | -------------- |
| 60 m              | Marko Čeko                                                         | 6,82 s =PB     | Alen Kolar                                                                   | 6,84 s PB      | Zvonimir Ivašković                                                     | 6,88 s =SB     |
| 400 m             | Mateo Ružić                                                        | 47,57 s SB     | Marko Orešković                                                              | 48,28 s PB     | Jakov Vuković                                                          | 48,61 s PB     |
| 800 m             | Dominik Babić                                                      | 1:55,50 min    | Karlo Videka                                                                 | 1:55,68 min    | Ivan Vojnović                                                          | 1:55,78 min    |
| 1500 m            | Dino Bošnjak                                                       | 4:04,49 min    | Bruno Belčić                                                                 | 4:05,05 min    | Ivan Vuletić                                                           | 4:06,50 min    |
| 3000 m            | Dino Bošnjak                                                       | 8:22,39 min SB | Lovro Nedeljković                                                            | 8:24,46 min PB | Tomislav Novosel                                                       | 8:25,87 min PB |
| 60 m Hürden       | Fran Bonifačić                                                     | 8,28 s PB      | Jurica Kovačić                                                               | 8,46 s PB      | Sven Prebeg                                                            | 8,84 s SB      |
| 4 × 400 m Staffel | Agram Zagreb Jakov Raguž Jakov Vuković Marko Orešković Mateo Ružić | 3:15,22 min    | Sloboda Varaždin Karlo Marciuš Valentino Bečeheli Marko Kušter David Šalamon | 3:21,28 min    | AK Zagreb Zvonimir Ivašković Ivan Vojnović Sven Prebeg Franko Novokmet | 3:22,56 min    |
| Hochsprung        | Filip Mrčić                                                        | 2,12 m =SB     | Martin Mlinarić                                                              | 2,06 m PB      | Fran Bonifačić                                                         | 1,97 m =PB     |
| Stabhochsprung    | Ivan Horvat                                                        | 5,45 m         | Ivan Paravac                                                                 | 5,00 m =SB     | Borna Cik                                                              | 4,80 m =SB     |
| Weitsprung        | Filip Pravdica                                                     | 7,70 m PB      | Marko Čeko                                                                   | 7,61 m         | Dino Pervan                                                            | 7,55 m SB      |
| Dreisprung        | Filip Kozina                                                       | 14,71 m        | Marko Katalinić                                                              | 13,73 m        | Stipe Radović                                                          | 13,68 m PB     |
| Kugelstoßen       | Martin Marković                                                    | 17,07 m        | Fran Bonifačić                                                               | 14,51 m PB     | Kristian Josip Periš                                                   | 14,50 m PB     |

### Frauen
| Disziplin         | Gold                                                         | Leistung       | Silber                                                              | Leistung         | Bronze                                                         | Leistung       |
| ----------------- | ------------------------------------------------------------ | -------------- | ------------------------------------------------------------------- | ---------------- | -------------------------------------------------------------- | -------------- |
| 60 m              | Margareta Risek                                              | 7,58 s PB      | Danijela Jelić                                                      | 7,61 s PB        | Matea Čerina                                                   | 7,67 s PB      |
| 400 m             | Veronika Drljačić                                            | 55,34 s PB     | Rahela Leščak                                                       | 55,89 s PB       | Tajana Židov                                                   | 56,18 s PB     |
| 800 m             | Maja Pačarić                                                 | 2:12,82 min    | Ivona Zemunik                                                       | 2:12,98 min SB   | Kristina Dudek                                                 | 2:13,43 min    |
| 1500 m            | Bojana Bjeljac                                               | 4:27,32 min PB | Maja Pačarić                                                        | 4:36,50 min      | Klara Andrijašević                                             | 4:36,99 min    |
| 3000 m            | Bojana Bjeljac                                               | 9:43,35 min PB | Ana Štefulj                                                         | 9:47,69 min      | Lorena Bartaković                                              | 9:51,26 min PB |
| 60 m Hürden       | Ivana Lončarek                                               | 8,36 s         | Lucija Grd                                                          | 8,74 s PB        | Nika Tomić                                                     | 8,88 s         |
| 4 × 400 m Staffel | ASK Split Lara Klojčnik Tea Krolo Petra Cokarić Josipa Cecić | 3:50,45 min    | AK Zagreb Valentina Jurić Mirna Larva Petra Tardelli Kristina Dudek | 3:53,96 min      | Agram Zagreb Pamela Fauković Dora Dent Dora Grgić Eva Mačković | 3:55,15 min    |
| Hochsprung        | Tihana Jeletić                                               | 1,85 m PB      | Sara Aščić                                                          | 1,75 m           | Klara Barbić                                                   | 1,75 m PB      |
| Stabhochsprung    | Lara Juriša                                                  | 3,70 m         | Ema Cetušić-Jakopović Petra Kartela                                 | 3,70 m PB 3,70 m |                                                                |                |
| Weitsprung        | Klara Barnjak                                                | 6,23 m PB      | Katarina Gašparovič                                                 | 5,78 m           | Danijela Jelić                                                 | 5,68 m         |
| Dreisprung        | Paola Borović                                                | 12,96 m        | Marija Ivanković                                                    | 12,74 m          | Katarina Gašparovič                                            | 12,45 m        |
| Kugelstoßen       | Marija Tolj                                                  | 15,99 m PB     | Antonija Žaja                                                       | 14,00 m PB       | Nikol Cik                                                      | 12,50 m        |